# Brielle (New Jersey)
Brielle is een plaats (borough) in de Amerikaanse staat New Jersey, en valt bestuurlijk gezien onder Monmouth County. De plaats is genoemd naar de Nederlandse stad Brielle.

## Demografie
Bij de volkstelling in 2000 werd het aantal inwoners vastgesteld op 4893.
In 2006 is het aantal inwoners door het United States Census Bureau geschat op 4852, een daling van 41 (-0,8%).

## Geografie
Volgens het United States Census Bureau beslaat de plaats een oppervlakte van
6,1 km², waarvan 4,6 km² land en 1,5 km² water.